# CRUISIN'/IMP.
「CRUISIN'/IMP.」（クルージン/アイエムピー）は、2023年11月8日に発売された、日本のアイドルグループ・IMP.の1枚目のCDシングル。

## 概要

### CRUISIN'
2023年8月18日にTOBE MUSICから配信限定でリリースされた楽曲。IMP.のデビュー曲である。また本作は、IMP.所属事務所「TOBE」にとって初の音楽作品である。楽曲の作詞は岡田マリア、作曲はAvin、Slay、Chase、Rocoberryが担当した。
タイトルの「CRUISIN'」の意味について、メンバーの基俊介は、デビューに際して各メンバーが発表したコメントにおいて「旅立ちというテーマが込められて」いると解説している。また、プロデュース・編曲を担当したJiNは「『運転する』『巡航』、あとハワイのスラングでは“楽しむ”“リラックスしてる”」との意味があると説明している。
2023年8月11日、同月18日にリリースされる本作をもってIMP.がデビューすることが発表された。同日午後には楽曲のティザー映像が公開された。
8月18日の配信開始後14分で、X（Twitter）にて「#CRUISIN」が日本トレンド1位となった。YouTubeで公開されたミュージックビデオは配信開始約14時間で100万回再生を達成し、配信1日後には200万回再生を達成した。
楽曲の配信開始を記念し、ダウンロードキャンペーンが開催された。
2023年11月6日に、1stシングルの発売を記念して、『CRUISIN'[Remix Edition]』が配信された。

### IMP.
2023年9月15日にTOBE MUSICから配信限定でリリースされた楽曲。デビューシングル「CRUISIN'」から約1か月の早さでリリースされた。作詞作曲はJanis Kleinman、Yui Muginoが担当した。
曲のデモ音源を聴いたメンバーが「歌詞の内容がまさに自分たちのことを語っており、自分たちのグループ名を楽曲タイトルに刻みたい」と考えたことから、グループ名と同名の楽曲として発表された。

### 1stシングルの発売
2023年9月27日、「CRUISIN'」と「IMP.」を両A面とするCDシングル『CRUISIN'/IMP.』をリリースすることが発表された。
2024年3月12日、未配信であった本作のカップリング4曲が配信リリースされた。

## チャート成績
8月18日にリリースされた「CRUISIN'」は、2023年8月28日付のオリコン週間デジタルシングル（単曲）ランキングで8位に初登場し、9月4日付の最新同ランキングでは週間ダウンロード数1.5万ダウンロード（14,637ダウンロード）を記録して1位を獲得した
。Billboard JAPAN集計チャートでは、集計対象が3日間だった2023年8月28日付のチャートで6,085ダウンロードを売り上げて「Download Songs」6位に初登場
、総合チャート「Hot 100」では53位にランクインした。8月30日公開の最新同ランキングで21,801ダウンロードを売り上げてダウンロード1位、ラジオ2位、動画再生5位などの好成績で総合8位を記録した。
9月15日リリースの「IMP.」は、2023年9月25日付のオリコン週間デジタルシングル（単曲）ランキングで13位に初登場し、10月2日付の同ランキングでは「CRUISIN'」を超える週間ダウンロード数（15,008ダウンロード）を記録して2位を獲得した。Billboard JAPAN集計チャートでは、2023年9月25日付のチャートで「Download Songs」17位に初登場し、10月2日付の同ランキングではサザンオールスターズ「Relay〜杜の詩」に次ぐ2位に浮上した。同日付の「Hot 100」では12位を記録している。
11月8日リリースの本シングルはBillboard JAPAN集計で初週の2023年11月20日付チャートで98,780枚を売り上げ、CDセールス2位となった。その他、「CRUISIN'」がダウンロード12位、ラジオ1位などで順位を上げ総合「Hot 100」で最高順位の2位にランクインした。

## 収録内容

### 初回生産限定盤A
CD
| #         | タイトル     | 作詞  | 作曲・編曲 | 時間 |
| --------- | ------------ | ----- | ---------- | ---- |
| 1.        | 「CRUISIN'」 |       |            | 3:28 |
| 2.        | 「IMP.」     |       |            | 4:03 |
| 3.        | 「The Core」 |       |            | 3:12 |
| 合計時間: | 合計時間:    | 10:43 |            |      |

Blu-ray
| #         | タイトル                                    | 作詞  | 作曲・編曲 | 時間  |
| --------- | ------------------------------------------- | ----- | ---------- | ----- |
| 1.        | 「Special Interviews」                      |       |            | 39:40 |
| 2.        | 「CRUISIN'」(Music Video Directors Edition) |       |            | 3:28  |
| 3.        | 「IMP.」(Music Video Directors Edition)     |       |            | 4:03  |
| 合計時間: | 合計時間:                                   | 47:11 |            |       |

### 初回生産限定盤B
CD
| #         | タイトル            | 作詞  | 作曲・編曲 | 時間 |
| --------- | ------------------- | ----- | ---------- | ---- |
| 1.        | 「CRUISIN'」        |       |            | 3:28 |
| 2.        | 「IMP.」            |       |            | 4:03 |
| 3.        | 「How good we are」 |       |            | 3:24 |
| 合計時間: | 合計時間:           | 10:55 |            |      |

Blu-ray
| #  | タイトル                           | 作詞 | 作曲・編曲 |
| -- | ---------------------------------- | ---- | ---------- |
| 1. | 「CRUISIN'」(MV Behind The Scenes) |      |            |
| 2. | 「IMP.」(MV Behind The Scenes)     |      |            |

### 通常盤
CD
| #         | タイトル          | 作詞  | 作曲・編曲 | 時間 |
| --------- | ----------------- | ----- | ---------- | ---- |
| 1.        | 「CRUISIN'」      |       |            | 3:28 |
| 2.        | 「IMP.」          |       |            | 4:03 |
| 3.        | 「Backbeat」      |       |            | 3:21 |
| 4.        | 「Into The Wild」 |       |            | 3:20 |
| 合計時間: | 合計時間:         | 14:12 |            |      |

### 配信
| #         | タイトル            | 作詞  | 作曲・編曲 | 時間 |
| --------- | ------------------- | ----- | ---------- | ---- |
| 1.        | 「CRUISIN'」        |       |            | 3:28 |
| 2.        | 「IMP.」            |       |            | 4:03 |
| 3.        | 「The Core」        |       |            | 3:12 |
| 4.        | 「How good we are」 |       |            | 3:24 |
| 5.        | 「Backbeat」        |       |            | 3:21 |
| 6.        | 「Into The Wild」   |       |            | 3:20 |
| 合計時間: | 合計時間:           | 20:48 |            |      |